# Roddarnas
Roddarnas är en dansrestaurang vid Munksjön i Jönköping, centralort i Jönköpings kommun. Livligt frekventerat redan på 1940-talet. Orkesterledaren Conny Rich erinrar sig denna tid i sin ’Jubileumsbok’, utgiven 1990: ”Många kommer säkert ihåg Roddarnas, för där höll även Jazzklubben till och den hade mycket medlemmar under just de åren”. 
Under många säsonger spelade Conny på Roddarnas med ’Arne Sieverts kvintett’, som 1943 utsågs till ’Sveriges Bästa Amatörband’ vid tävlingar i Stockholm. Goodmanswingen har idag ersatts av salsarytmer.